# Grihastha
Een grihastha, grhastha, gr̥hastha, grihapati of grhapati is het gezinshoofd in het brahmaanse systeem van vier levensstijlen of -fases, de asrama. Gahapati kreeg later de betekenis van welvarende pater familias die op gelijke hoogte stond met de khattiyā en brahmanen.
In het originele asrama-systeem was de grihastha een van de vier levensstijlen voor tweemaal-geborenen (dvija). Een uitzondering is de Vamana Purana waarin de sudra's toegang kregen tot de asrama van het gezinshoofd. Aangezien het gezinshoofd de enige was die zonen kon krijgen, was dit daarmee ook de enige die de drievoudige schuld (rna-traya) kon inlossen.
De daarmee samenhangende status verminderde onder invloed van de Upanishads. Deze brachten een belangrijke revolutie in religieus denken over wat er na de dood gebeurt. Daarmee verschoof de voorkeur naar een celibate levensstijl en nam de status van het gezinshoofd af. Als reactie hierop ontstond het asrama-systeem, waarbij de verschillende levensstijlen als gelijkwaardig worden gezien.
Het gegeven dat de grihasthaals enige de drievoudige schuld kon inlossen was een van de redenen dat het asrama-systeem evolueerde naar de klassieke vorm met de vier opeenvolgende fases. Ook botste het originele asrama-systeem met het samskara-systeem, de rites die uitgevoerd worden tijdens belangrijke levensmomenten. Het samskara-systeem is een opeenvolging van rites die allemaal gevolgd moeten worden, iets wat niet mogelijk was bij de naast elkaar bestaande levensstijlen van het originele asrama-systeem. De fase van de grihastha begon met de vivaha, het huwelijk. In het klassieke systeem kunnen alle rites gevolgd worden.
In het klassieke systeem werd de fase van het gezinshoofd voorafgegaan door die van de celibate leerling (brahmacarin) en gevolgd door de woudkluizenaar (vanaprastha) en uiteindelijk de wereldverzaker (samnyasin). De asrama van het gezinshoofd kent vier onderklasses:
- varttavrtti, houdt zich bezig met landbouw, veeteelt en handel, biedt honderdjarige offers en zoekt dus het zelf
- salinavrtti, biedt offers maar leidt deze niet, studeert maar onderwijst niet, geeft maar ontvangt niet, biedt honderdjarige offers en zoekt dus het zelf
- yayavara, biedt offers en leidt deze, studeert en onderwijst, geeft en ontvangt, biedt honderdjarige offers en zoekt dus het zelf
- ghorasamnyasika, voert riten uit met gezuiverd water, leeft van dagelijks gesprokkeld aren, biedt honderdjarige offers en zoekt dus het zelf

Van het gezinshoofd wordt verwacht dat deze de mahayajna, de vijf grote offers brengt.